# Klimatiá (ort i Grekland, Epirus)
Klimatiá (Klimatia) är en ort i Grekland.   Den ligger i prefekturen Nomós Ioannínon och regionen Epirus, i den nordvästra delen av landet, 300 km nordväst om huvudstaden Aten. Klimatiá ligger 539 meter över havet och antalet invånare är 496.
Terrängen runt Klimatiá är huvudsakligen kuperad, men åt sydost är den platt. Terrängen runt Klimatiá sluttar västerut. Runt Klimatiá är det tätbefolkat, med 319 invånare per kvadratkilometer. Närmaste större samhälle är Ioánnina, 15,7 km öster om Klimatiá. Omgivningarna runt Klimatiá är en mosaik av jordbruksmark och naturlig växtlighet.